# Chiesa di San Pantalon
La chiesa di San Pantalon è un edificio religioso della città di Venezia, nel sestiere di Dorsoduro. Si affaccia sul campo omonimo, non lontano da campo Santa Margherita. San Pantalón è il corrispondente veneto di san Pantaleone martire. San Pantaleone di Nicomedia in Bitinia ha sempre goduto di una particolare devozione a Venezia: egli era un medico, vissuto fra il III ed il IV secolo, e fu martirizzato durante le persecuzioni di Diocleziano il giorno 27 luglio di un anno fra il 305 e il 310.

## Storia

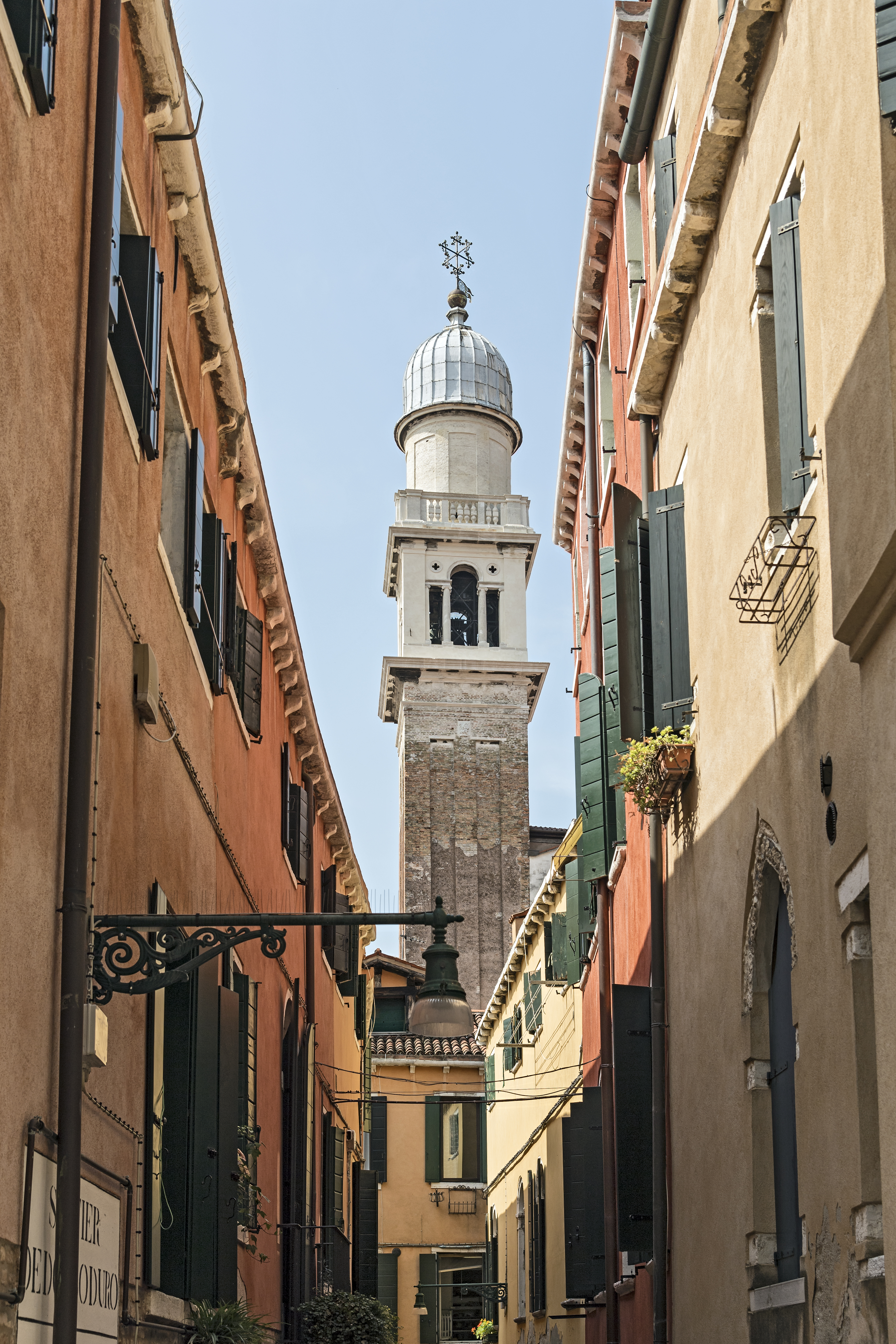
Il campanile

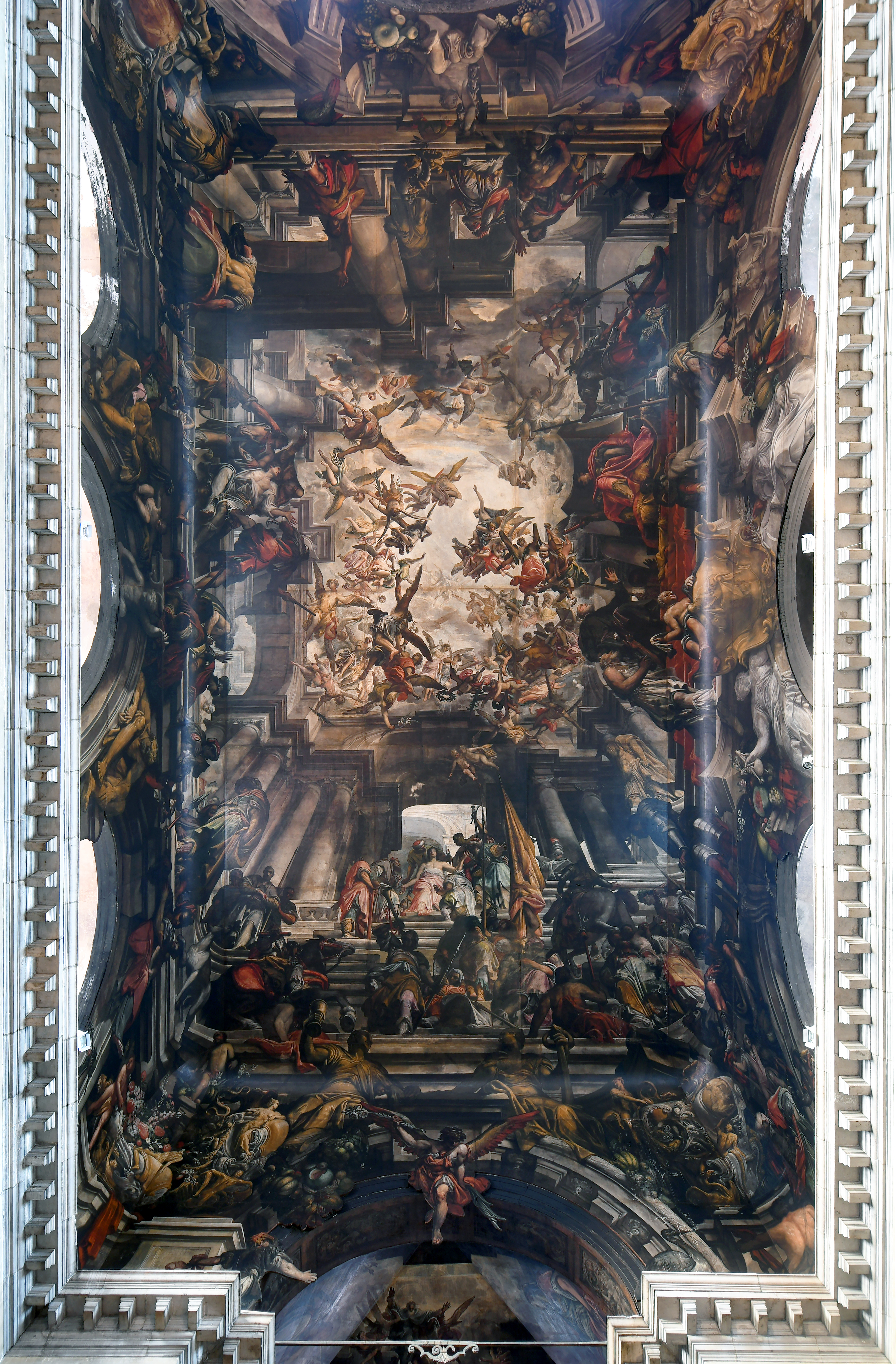
Il soffitto con il Martirio e gloria di san Pantaleone di Fumiani.

Le notizie sulle origini della chiesa sono incerte e contraddittorie. Alcuni affermano che sarebbe stata ricostruita nel 1009 dai Giordani, ma altri posticipano la data al 1025 per il concorso dei Signolo e dei Dandolo. La prima notizia scritta risale al 1161, quando papa Alessandro III le conferì un privilegio. Non è chiaro neppure quando fu eretta in parrocchia: forse nel 1222, quando sarebbe stato rifatto l'edificio e nominato parroco Angelo Semitecolo. L'edificio sacro venne ricostruito tra la fine del Duecento e i primi del  Trecento ed era suddivisa in quattro navate.  Una lapide in chiesa riporta la data 14 luglio 1305 come quella della riconsacrazione sotto la guida del parroco Bartolomeo Dandolo.
Tra il 1668 e il 1671 fu completamente ricostruita la cappella maggiore, mentre in seguito, fino al 1686 fu riedificata l'intera chiesa, perché pericolante, su progetto dell'architetto trevigiano Francesco Comin, il quale decise di ruotarne l'asse longitudinale di novanta gradi, così che la facciata prospettasse direttamente sul campo. Venne consacrata nel 1745 dal patriarca Alvise Foscari. Tuttavia la facciata rimase incompiuta.
Il campanile, eretto la prima volta nel XII secolo, venne già restaurato nel 1225. Ma nel terremoto del 1511 crollò. Quello odierno venne eretto nel 1710 da Tommaso Scalfarotto. Alto 47 metri presenta la cella campanaria aperta da serliane e coronamento a cupola allungata.
In quanto parrocchiale, San Pantalon è compresa nel Vicariato di San Polo-Santa Croce-Dorsoduro, parte del Patriarcato di Venezia. Il titolo di parrocchia deve esserle stato attribuito sin dalle origini e la sua circoscrizione era molto vasta; nel 1810 essa si ridusse notevolmente con l'istituzione delle parrocchie dei Frari e dei Carmini e con l'ampliamento di quella, preesistente, dei Tolentini, chiesa di cui oggi è parrocchia succursale.
In origine era affiliata alla chiesa di San Silvestro.

## Descrizione

### Esterno
La facciata è rimasta incompiuta.

### Interno
La chiesa è nota in quanto sul soffitto si trova il Martirio e gloria di san Pantaleone, opera di Giovanni Antonio Fumiani, dipinta tra il 1680 e il 1704. Non si tratta di un affresco, bensì di un vastissimo dipinto su tela con tecnica del telero, che misura 443 metri quadrati.
Altro dipinto notevole è il San Pantalon che risana un fanciullo, ultima opera di Paolo Veronese (1587). Nella Cappella del Sacro Chiodo, da ricordare l'Incoronazione della Vergine, di Antonio Vivarini e Giovanni d'Alemagna (1444); un'Annunciazione della metà del Trecento, attribuita a Paolo Veneziano e l'altorilievo del Cristo deposto nel sepolcro, del XIV secolo, attribuito da alcuni a Marino di Marco Cedrino e da altri a un artista francese.
Davanti al presbiterio è appeso il Crocifisso del cosiddetto Maestro di San Pantalon, ignoto artista veneziano che lo eseguì probabilmente nel terzo decennio del XIV secolo. Illecitamente ceduto a un antiquario dal parroco della chiesa intorno al 1935, la tavola, dopo vari passaggi di mano, è tornata in chiesa nel 2016.
Nella chiesa di San Pantalon è stata costruita nel 1744, dal prete della chiesa, una copia perfetta della Santa Casa di Loreto. Si possono vedere una Madonna di Loreto, scultura in legno, e gli affreschi di Pietro Longhi.
L'organo sopra la porta d'ingresso è un'opera di Gaetano Callido, risalente al 1803.

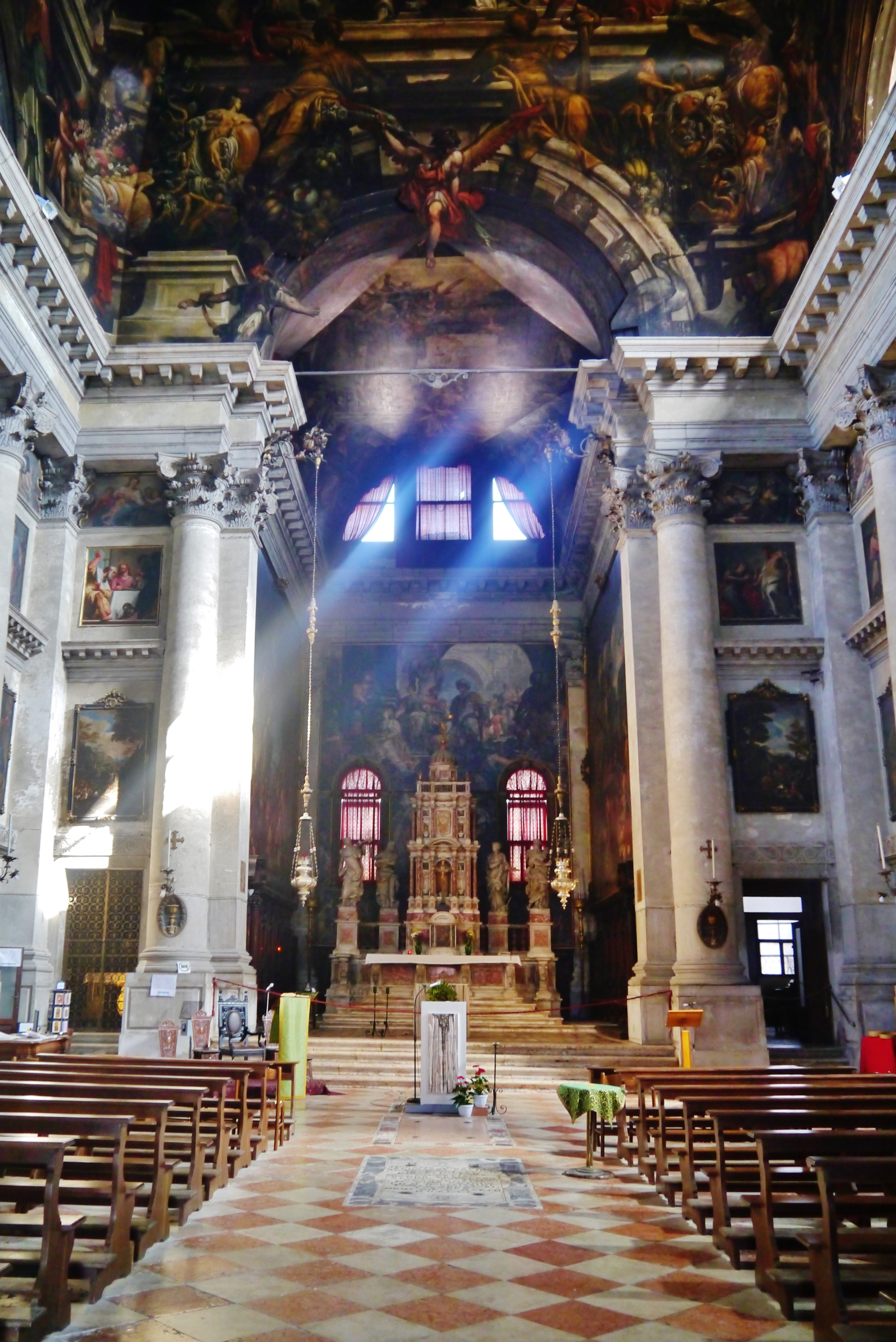
L'interno
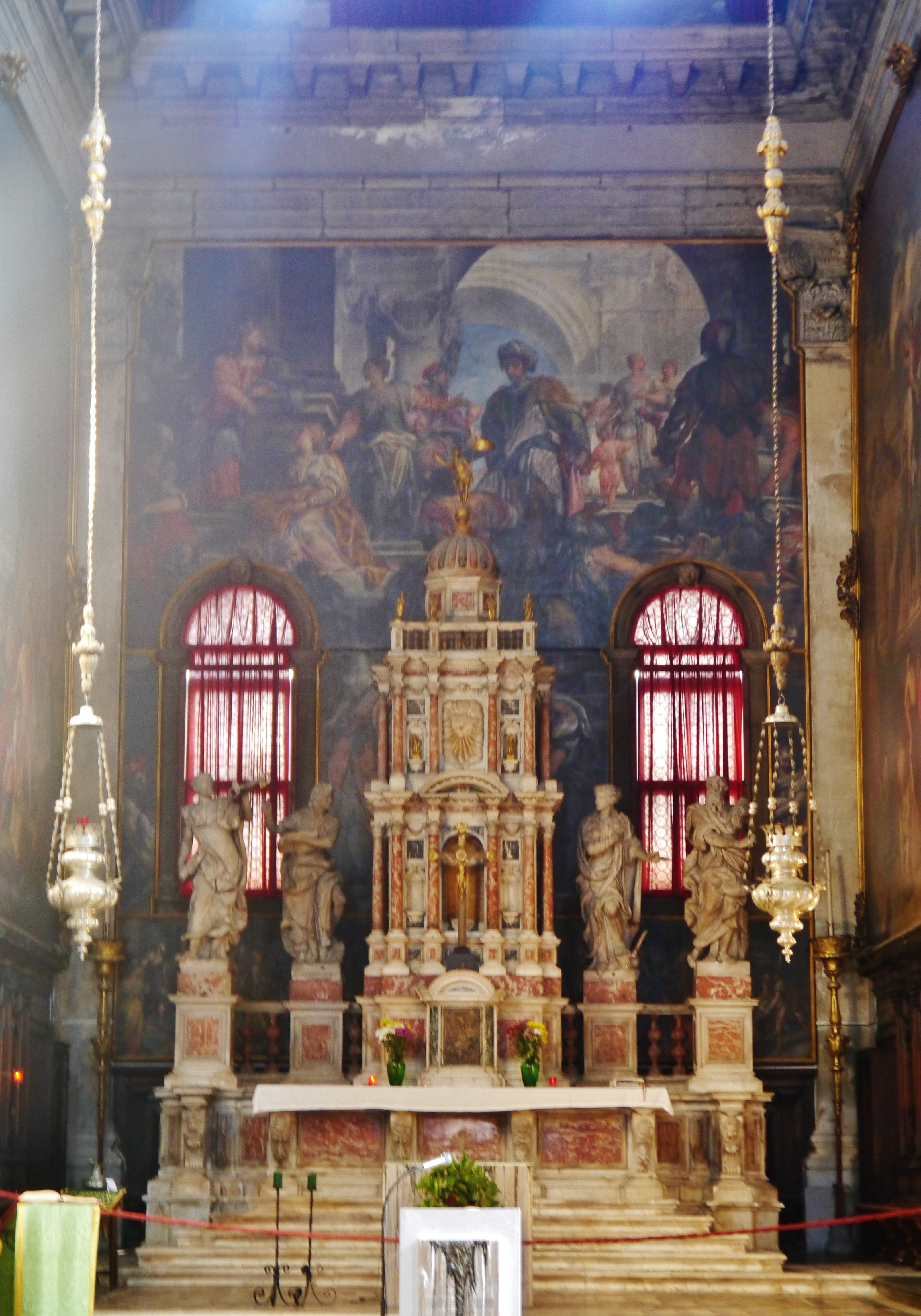
L'altare maggiore
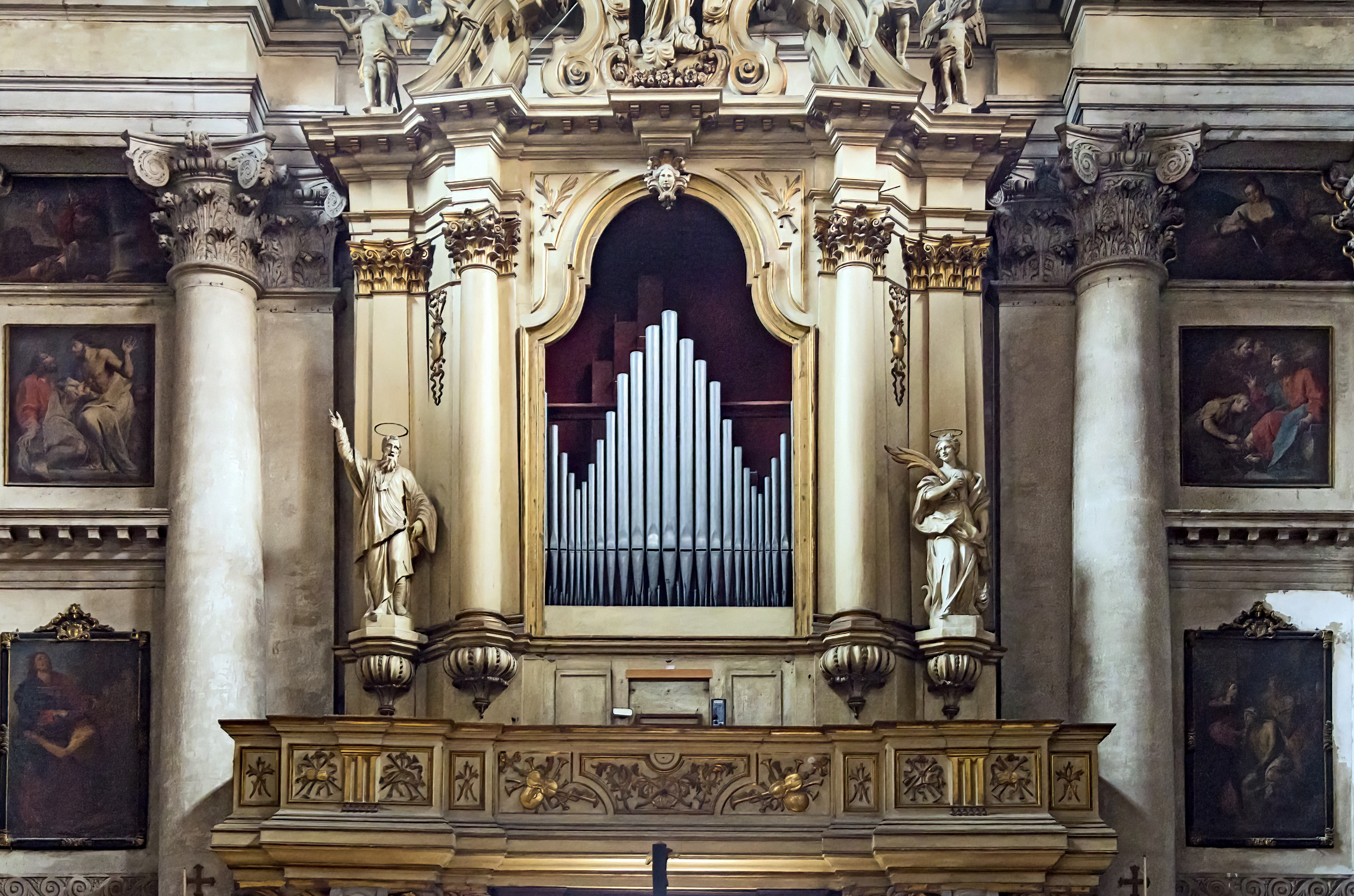
L'organo Op. 400 di Gaetano Callido
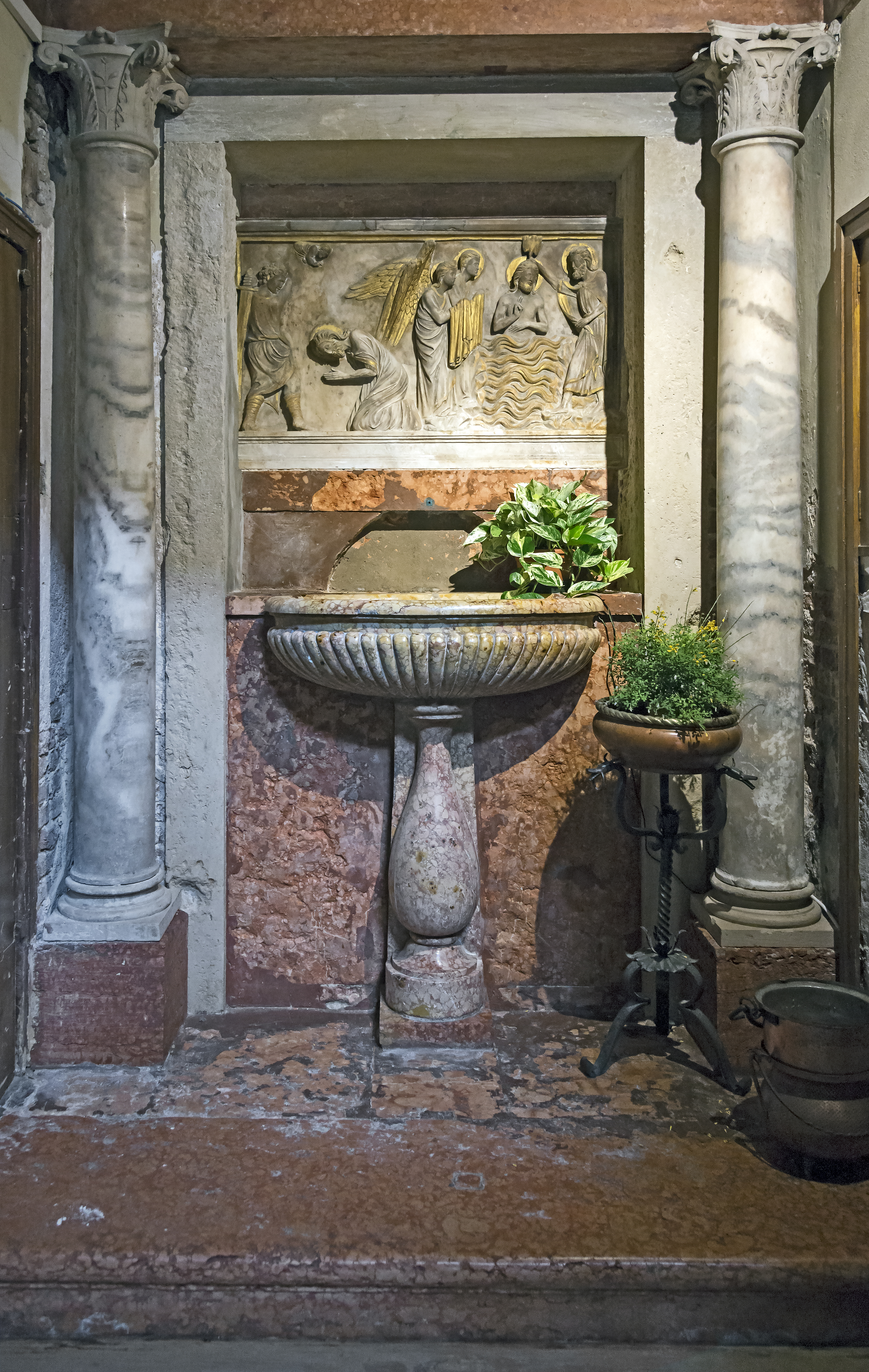
Fonte battesimale
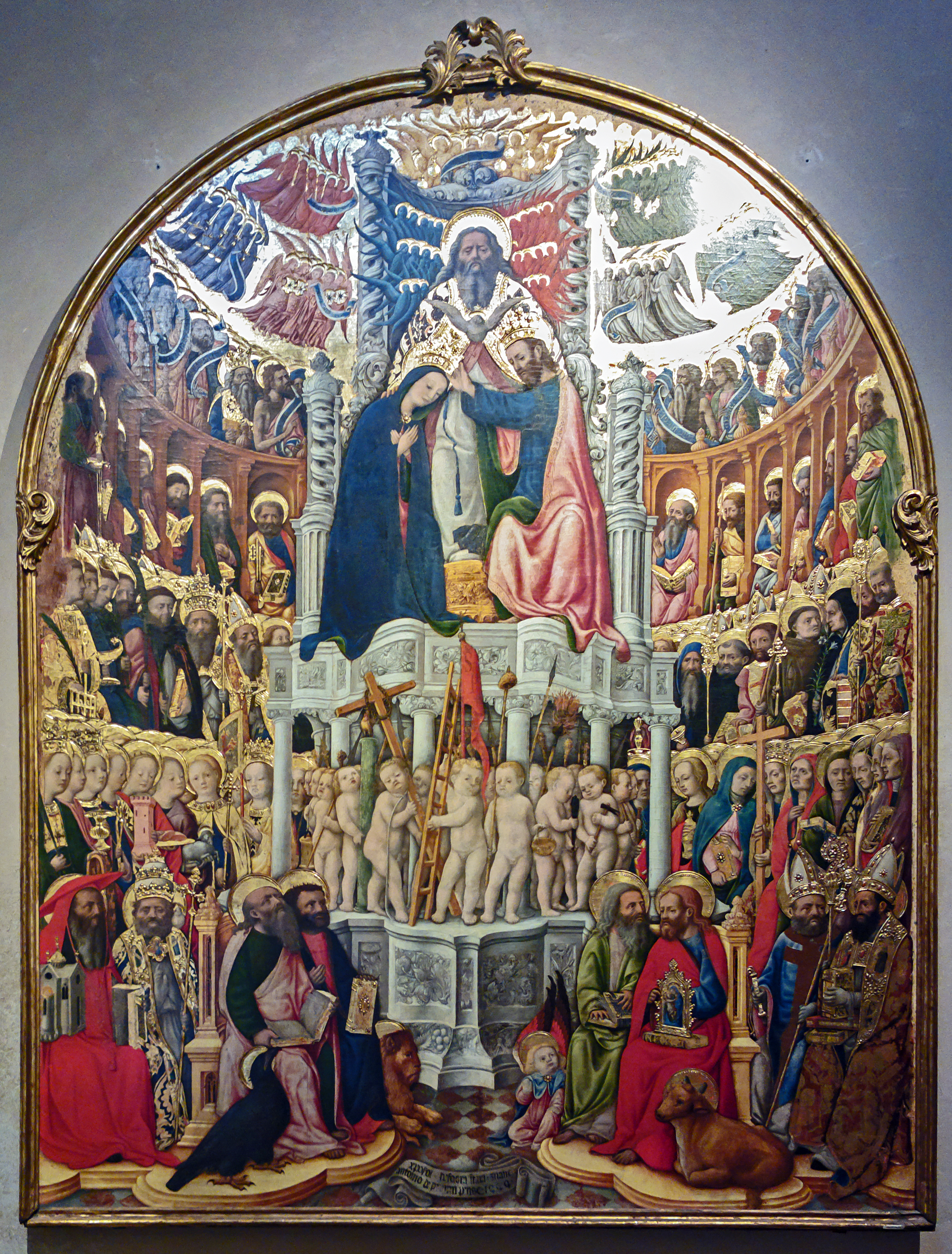
Incoronazione della Vergine, Antonio Vivarini e Giovanni d'Alemagna
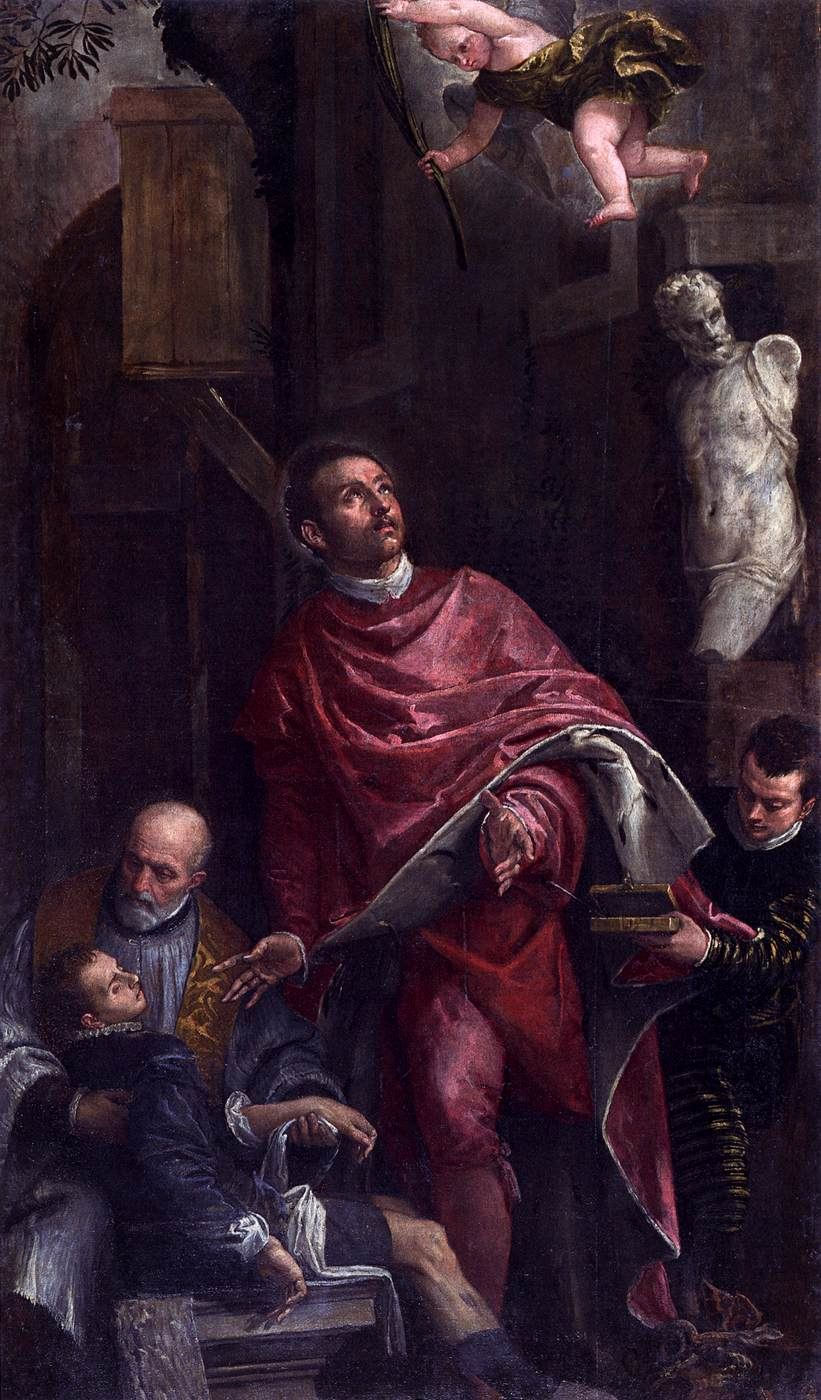
Conversione di san Pantaleone Veronese
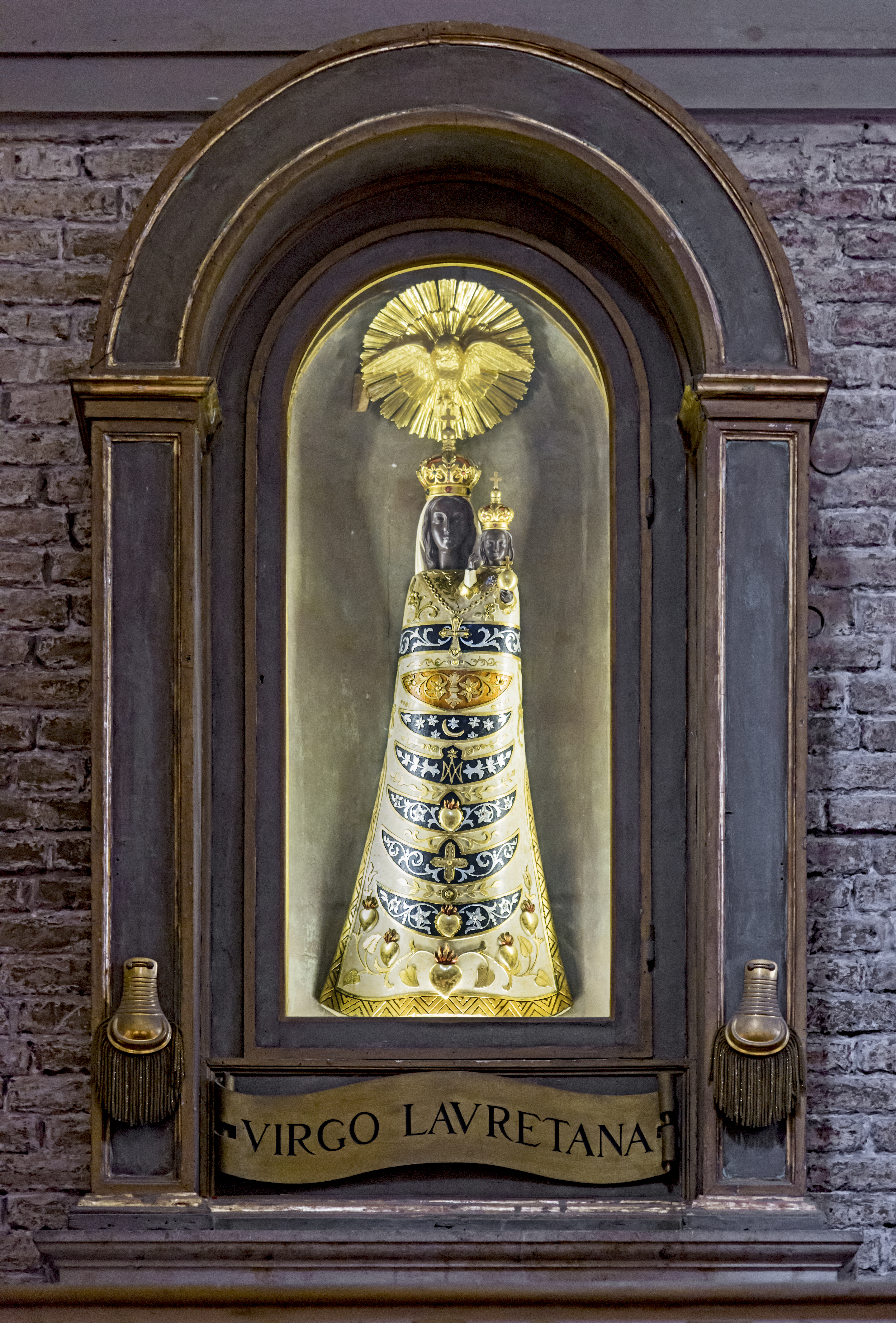
Madonna di Loreto nella chiesa di San Pantalon